# Haiangriffe an der Küste von New Jersey 1916

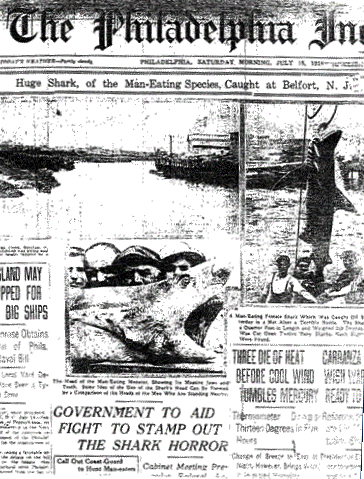
Bericht über die Haiangriffe im Philadelphia Inquirer

Während der Haiangriffe an der Küste von New Jersey wurden in den Tagen vom 1. bis zum 12. Juli 1916 vier Personen von Haien getötet und eine weitere verletzt. Die Angriffe ereigneten sich zu einer Zeit, zu der sich wegen einer Hitzewelle und einer Polio-Epidemie Tausende von Badegästen in den Küstenorten an der Atlantikküste von New Jersey aufhielten. Angriffe von Haien auf Menschen an der Atlantikküste nördlich von North Carolina stellen bis heute eine Ausnahme dar. Vor den Angriffen im Sommer 1916 ging man davon aus, dass Schwimmer an diesen Küstenabschnitten keinerlei Gefahr durch Haie ausgesetzt seien. Seit 1916 diskutieren Wissenschaftler, welche Haiart für die Angriffe verantwortlich war, ob die Angriffe von mehr als nur einem Hai ausgingen und welche Faktoren zu dieser Häufung von Attacken geführt haben.
Die Haiattacken an New Jerseys Küste beeinflussten sowohl unmittelbar als auch langfristig die amerikanische Populärkultur: Haie, von deren charakteristischer Gestalt bis zu jenem Zeitpunkt nur wenige eine Vorstellung hatten, wurden sehr schnell zu einem weit verstandenen Symbol für Gefahr. Im Jahre 1974 verarbeitete der Schriftsteller Peter Benchley die Vorfälle in seinem Roman Der weiße Hai. Dieser Roman wurde unter demselben Titel 1975 von Steven Spielberg verfilmt und gilt als ein Klassiker des Horrorfilmgenres. Die Haiattacken waren auch das Thema mehrerer Dokumentarfilme, von History Channel, Discovery Channel und National Geographic Channel.

## Historischer Hintergrund
Der Sommer 1916 war einer der ersten, in denen sich in den USA eine größere Anzahl Menschen an Stränden aufhielt. Im offenen Ozean zu baden oder zu schwimmen galt in weiten Kreisen mittlerweile als sozial akzeptierte und gesunde Freizeitbeschäftigung. Eine in den Städten grassierende Polio-Epidemie sowie eine Hitzewelle waren für viele Familien der Anlass, sich in die Badeorte der Ostküste zurückzuziehen. Es waren dabei nicht mehr nur die wohlhabenden Schichten, die sich einen Aufenthalt in den Badeorten an der Küste leisten konnten. Seit 1880 hatte sich der Lebensstandard der Arbeiterklasse deutlich verbessert. Höhere Einkommen und die verbesserten Eisenbahnanbindungen ermöglichten ihnen Tagesausflüge zu den nahe gelegenen Vergnügungsparks und Stränden auf Coney Island und an der Küste New Jerseys. Tausende reisten aus den großen Städten an der Ostküste zu Badeorten wie Long Branch, Asbury Park, Ocean Grove und Atlantic City.
Wohlhabendere Familien hielten sich dagegen häufig mehrere Wochen an der Küste auf. Oft blieben Ehefrauen und Kinder während des gesamten Sommers in den Badeorten an der Atlantikküste, um der drückenden Sommerhitze in Philadelphia und New York zu entgehen. Die Ehemänner gingen während der Woche ihrer Arbeit nach und schlossen sich ihren Familien nur an den Wochenenden an. Viele derjenigen, die sich an den Stränden aufhielten, konnten allerdings nicht schwimmen. Badeabschnitte waren häufig durch lose Seile gekennzeichnet. Sie waren an Stangen befestigt, die in flachen Strandbereichen in den Boden gerammt waren. Die Badenden konnten sich daran festhalten und von den Wellen mittragen lassen. Als Fanny-dunking oder Hinterntauchen bezeichnete man diese spezielle Form des Badens.
Die wenigsten Badegäste hielten Haie für eine ernstzunehmende Bedrohung. Die meisten Amerikaner hatten außerdem nur eine unzureichende Vorstellung davon, wie ein Hai aussah. Gelegentlich tauchte eine Abbildung in einer Zeitung auf oder Erzählungen und Romane wie Herman Melvilles Moby-Dick  oder Jules Vernes 20.000 Meilen unter dem Meer waren mit Haizeichnungen illustriert. Vor dem Jahre 1916 bezweifelten amerikanische Wissenschaftler außerdem, dass in den Küstengewässern der gemäßigten Klimazonen Haie ohne Provokation einen lebenden Menschen angreifen würden. Dass in den tropischen Küstengewässern der Westindischen Inseln, der Hawaii-Inseln sowie der Fidschis Menschen Haiangriffen zum Opfer gefallen waren, wusste man zwar; diese wurden jedoch als Anomalien abgetan. Die Haiattacken während der zwölf Julitage im Sommer 1916 überraschten und schockierten Touristen und Wissenschaftler daher gleichermaßen.

## Die einzelnen Haiattacken

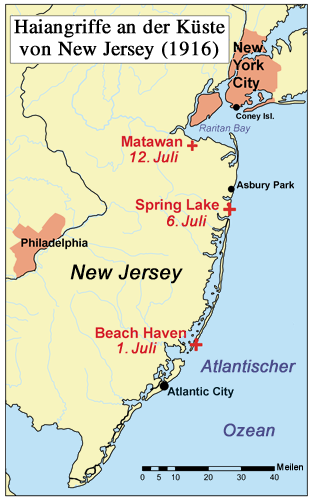
Karte mit dem zeitlichen und geografischen Verlauf der Angriffe

Vom 1. bis zum 12. Juli 1916 attackierten Haie an der Küste New Jerseys fünf Personen, von denen nur eine den Angriff überlebte.

### Der Angriff auf Charles Vansant
Der erste Vorfall ereignete sich am Samstag, dem 1. Juli 1916, am Strand des kleinen Badeortes Beach Haven auf der Insel Long Beach Island vor der Südküste New Jerseys. Opfer des Angriffs war der 25-jährige Charles Epting Vansant aus Philadelphia, der gemeinsam mit seinen Eltern und seinen drei Schwestern den Urlaub im Engleside Hotel verbrachte. Charles Vansant wollte noch vor dem Abendessen eine Runde im Meer schwimmen. Ein Chesapeake Bay Retriever, mit dem Charles Vansant zuvor am Strand gespielt hatte, begleitete den jungen Mann ins Wasser und beide schwammen weiter ins Meer hinaus als die übrigen Badenden. Als Charles Vansant umkehrte und in Richtung Strand zurückschwamm, begann er plötzlich laut zu schreien. Mitbadende waren zunächst überzeugt, dass seine Rufe sich an den Hund richteten; sie eilten ihm erst zur Hilfe, als sich das Wasser um ihn herum rot zu färben begann. Als Erster erreichte Alexander Ott den jungen Mann, der sich zu dem Zeitpunkt in einer Gewässertiefe von etwas mehr als einem Meter befand und sich verzweifelt gegen den Hai wehrte. Als Alexander Ott begann, den schwer verletzten Charles Vansant in Richtung Strand zu ziehen, attackierte der Hai erneut und verbiss sich in die Hüfte von Charles Vansant. Erst als es mehreren Männern gelang, Charles Vansant in Ufernähe zu ziehen, ließ das Tier von seinem Opfer ab. Alexander Ott beschrieb den Hai später als dunkel und etwa drei Meter lang und schätzte ihn auf ein Gewicht von 500 Pfund. Charles Vansant starb wegen des starken Blutverlustes, eine Stunde nachdem er aus dem Wasser gezogen worden war.
Trotz des Vorfalls blieben die Badestrände an der Küste New Jerseys zunächst weiterhin geöffnet. Dazu trug bei, dass die Presse teilweise erst zwei Tage später und in zurückhaltender Weise von dem Vorfall berichtete. Zwar nannte erstmals in der Geschichte der USA eine Sterbeurkunde Haibiss als Todesursache; es bestand jedoch keineswegs Einigkeit, dass Charles Vansant tatsächlich das Opfer eines Haiangriffs geworden war. Verdächtigt wurden auch ein Thunfisch oder eine große Meeresschildkröte, deren Kiefer nach Ansicht von Fischern kräftig genug war, um einen Menschen mit ihrem Biss zu zerteilen.

### Der Angriff auf Charles Bruder
Die zweite Haiattacke ereignete sich am Donnerstag, dem 6. Juli 1916, knapp 72 Kilometer weiter nördlich am Strand des Badeortes Spring Lake. Das Opfer war der 28-jährige Charles Bruder (Geburtsname Karl), ein Angestellter des Essex & Sussex Hotels in Spring Lake. Der ehemalige Soldat der Schweizer Armee und aus dem Kanton Aargau in der Schweiz ausgewanderte Bauernsohn war ein geübter Schwimmer, der im Jahr zuvor in einem Hotel an der kalifornischen Küste gearbeitet hatte und dort regelmäßig zwischen Haien geschwommen war. Noch am Strand wiesen die beiden Rettungsschwimmer Christopher Anderson und George White Charles Bruder auf den Haiangriff am Strand vor Beach Haven hin. Charles Bruder erwiderte auf ihre Warnung, dass nach seiner Erfahrung Haie vor Schwimmern fliehen würden.
Die Haiattacke erfolgte, als sich Charles Bruder 120 Meter vom Strand entfernt befand. Die Verletzungen, die er dabei erlitt, waren schwerwiegend. Der Hai riss ihm ein Stück Fleisch aus der rechten Seite seines Unterleibs und trennte beide Beine in Kniehöhe ab. Von einer Frau alarmiert, eilten ihm die beiden Rettungsschwimmer in einem Boot zur Hilfe und konnten den schwer Verletzten aus dem Wasser ziehen. Charles Bruder war jedoch bereits verblutet, bevor sie mit ihm den Strand erreichten. Nach einem Bericht der New York Times am 7. Juli 1916 reagierten die Menschen am Ufer panisch. Frauen fielen angesichts des verstümmelten Körpers in Ohnmacht. Erstmals wurde entlang der Küste Haialarm gegeben. Der Ichthyologe John Treadwell Nichols, der Charles Bruders Leichnam untersuchte, schloss allerdings aus, dass ein Hai in der Lage sei, die Beine eines ausgewachsenen und lebenden Menschen durch einen Biss abzutrennen. Er vermutete, dass Charles Bruder von einem Orca angegriffen worden sei.

### Die Angriffe im Matawan Creek
Die letzten drei Haiangriffe ereigneten sich am 12. Juli im Matawan Creek, einem von den Gezeiten beeinflussten Flusslauf in der Nähe der Stadt Matawan in New Jersey. Diese Stadt liegt 35 Kilometer nordöstlich von Spring Lake und drei Kilometer landeinwärts von der Küste und ist kein Badeort. Matawans geografische Lage ließ eine Haiattacke äußerst unwahrscheinlich erscheinen.
Der Erste, der einen Hai im Wasserlauf des Matawan Creeks sah, war der pensionierte Kapitän Thomas Cottrell. Er schätzte das von ihm beobachtete Tier auf eine Körperlänge von etwa 2,4 Meter. Bei den Stadteinwohnern, die er davor warnte, im Matawan Creek zu baden, fand er allerdings keinen Glauben. Der erste Angriff des Hais ereignete sich um zwei Uhr nachmittags. Eine Gruppe von sechs Jungen badete im Matawan Creek, als sie plötzlich etwas Großes auf sich zuschwimmen sahen. Einer von ihnen verglich die Farbe des Hais später mit der eines alten Holzbrettes, das lange im Wasser gelegen habe. Die Jungen flohen panikartig aus dem Wasser. Der Hai konnte jedoch den zwölfjährigen Lester Stillwell fassen und ihn unter Wasser ziehen.
Die Jungen, die sich ans Ufer retten konnten, holten sofort Hilfe in der Stadt. Mehrere Männer suchten zunächst von Booten aus eine Stunde lang nach dem Körper von Lester Stillwell. Trotz der Warnungen der am Ufer Versammelten begannen schließlich zwei der Männer, George Burley und der 24-jährige Stanley Fisher, im Wasserlauf nach dem Leichnam zu tauchen. Nach einer weiteren halben Stunde hatte Stanley Fisher den Körper von Lester Stillwell gefunden. Als er jedoch mit dem verstümmelten Leichnam auftauchte, wurde auch er vom Hai angegriffen. Bis ihm die anderen Männer zur Hilfe eilen konnten, hatte der Hai ihn an der rechten Hüfte und am rechten Oberschenkel schwer verletzt. Der Hai ließ erst von dem sich heftig wehrenden Stanley Fisher ab, als er den Leichnam von Lester Stillwell zu fassen bekam. Obwohl Stanley Fisher noch in ein Krankenhaus gebracht wurde, verblutete er im Laufe des Spätnachmittags. Die Überreste von Lester Stillwell fand man später 46 Meter weiter stromaufwärts.
Das fünfte Opfer war der je nach Quellen 12- bis 14-jährige Joseph Dunn, der eine halbe Stunde nach dem Angriff auf Stanley Fisher von dem Hai angefallen wurde. Obwohl nur knapp einen Kilometer flussabwärts vom Ort der beiden vorherigen Angriffe entfernt, hatten er und seine Mitbadenden noch nichts von den Vorfällen gehört. Joseph Dunn hatte das Glück, dass im Augenblick des Angriffs Männer an der Badestelle eintrafen, die die Anwohner vor dem Hai warnen wollten. Sie konnten den Jungen aus dem Wasser auf die Bootsanlagestelle zerren, so dass er mit schweren Fleischwunden am linken Bein davonkam. Er verbrachte anschließend zwei Monate im Krankenhaus.

## Reaktionen
Die umfangreiche Berichterstattung der amerikanischen Medien löste entlang der Ostküste panikartige Reaktionen aus. Nach der ersten Attacke hatten Wissenschaftler und die Presse noch zurückhaltend reagiert und den Tod von Charles Vansant nur zögernd einem Hai zugeschrieben. Die New York Times schrieb beispielsweise über den Tod von Vansant, dass er in der Brandung ernsthafte Bissverletzungen durch einen Fisch, möglicherweise einen Hai erlitten habe. Die Schlagzeile, mit der der Artikel überschrieben war, lautete „Tod nach Fischattacke“. Der zuständige State Fish Commissioner von Pennsylvania und frühere Leiter des Philadelphia Aquariums James M. Meehan versicherte in der Zeitung Philadelphia Public Ledger, dass der Hai Charles Vansant nur versehentlich attackiert habe. Ziel seines Angriffs sei eigentlich der Hund gewesen, der Charles Vansant beim Schwimmen begleitete. James M. Meehan betonte ausdrücklich, dass Haie keine Bedrohung für Menschen darstellen:

„Trotz des Todes von Charles Vansant und des Berichtes, dass zwei Haie in der Nähe des Unglücksortes gefangen wurden, bin ich der Überzeugung, dass es keinerlei Anlass dafür gibt, dass Personen aus Furcht vor Menschenfressern nicht am Strand schwimmen gehen sollten. Die Informationen über Haie sind sehr umfangreich und ich glaube nicht, dass Vansant von einem Menschenfresser attackiert wurde. Vansant spielte in der Brandung mit einem Hund und es war vermutlich so, dass während der Flut ein kleinerer Hai in diesen Bereich gelangte und es ihm nicht gelang, vor dem Einsetzen der Ebbe wieder ins offene Meer hinauszuschwimmen. In seiner Bewegungsfreiheit eingeschränkt und hungrig griff der Hai den Hund an und erwischte den Mann nur versehentlich.“

Die Pressereaktionen auf den zweiten Angriff waren wesentlich stärker. Große amerikanische Zeitungen wie der Boston Herald, die Chicago Sun-Times, Philadelphia Inquirer, Washington Post und der San Francisco Chronicle berichteten auf der ersten Seite über Angriffe. Der Bericht in der New York Times war diesmal mit den Worten Hai tötet Badenden am Strand von New Jersey überschrieben. Für die Badeorte an den Küsten hatten diese Nachrichten weitreichende wirtschaftliche Auswirkungen. Ende Juni 1916 waren die Hotels noch ausgebucht gewesen; nach dem zweiten Angriff begannen die Gäste frühzeitig abzureisen und ihre Buchungen zu stornieren. Der Umsatz in einigen Badeorten ging um 75 Prozent zurück. Auf einer Pressekonferenz, die am 8. Juli im American Museum of Natural History einberufen wurde, stellten sich die drei Wissenschaftler Frederic Augustus Lucas, John Treadwell Nichols und Robert Cushman Murphy den Fragen der Presse. Um der aufkommenden Panik zu begegnen, hoben die drei Wissenschaftler hervor, wie unwahrscheinlich ein dritter Angriff sei. Sie drückten auch ihre Verwunderung darüber aus, dass Haie überhaupt angegriffen hatten. Nichols, der einzige Ichthyologe unter den drei Wissenschaftlern, riet Schwimmern jedoch, sich in Ufernähe aufzuhalten und sich beim Schwimmen auf die Badezonen zu beschränken, bei denen Netze vor einem Angriff durch Haie schützten.
Nach den ersten Angriffen wurden Haisichtungen entlang des gesamten Küstenabschnitts von Rocky Point im amerikanischen Bundesstaat New York bis nach Jacksonville in Florida gemeldet. Am 8. Juli patrouillierten Männer mit Motorbooten entlang des Ufers von Spring Creek und berichteten später, sie hätten erfolgreich ein Tier vertrieben, das sie für einen Hai hielten. Der Strand von Asbury Park wurde geschlossen, nachdem der Rettungsschwimmer Benjamin Everingham behauptete, er habe einen 3,5 Meter langen Hai mit einem Ruder abwehren müssen. Die Schauspielerin Gertrude Hoffman schwamm kurz nach den Vorfällen im Matawan Creek am Strand von Coney Island, als nach ihrer Aussage ein Hai auf sie zuschwamm. Die New York Times schrieb später, Gertrude Hoffmann sei so geistesgegenwärtig gewesen, sich an die zuvor veröffentlichten Ratschläge zu erinnern. Diese behaupteten, dass ein Schwimmer einen Hai vertreiben könne, wenn er laut genug auf das Wasser schlage. Später gab sie zu, dass sie nicht sicher sei, ob es sich wirklich um einen ernstzunehmenden Haiangriff gehandelt habe.
Die einzelnen Gemeinden entlang der Küste leiteten eine Reihe von Maßnahmen ein, um gleichzeitig die Badegäste und ihre lokale tourismusabhängige Wirtschaft zu schützen. In Asbury Park wurde ein Badebereich mit Stahlnetzen gesichert. Dieser Strandabschnitt blieb der einzige, der nicht für Schwimmer geschlossen wurde, nachdem der Rettungsschwimmer Everingham seine Begegnung mit einem Hai hatte. Außerhalb dieser abgetrennten Areale patrouillierten Motorboote mit einer bewaffneten Besatzung. Im Matawan Creek versuchte man unterdessen, mit Hilfe von Netzen und Dynamit die möglicherweise im Creek vorkommenden Haie zu fangen und zu töten. Der Bürgermeister von Matawan hatte dazu eine Belohnung von 100 USD für jeden im Matawan Creek getöteten Hai ausgesetzt. Trotz dieser Belohnung blieben die Fänger erfolglos. Das Repräsentantenhaus der Vereinigten Staaten gewährte den betroffenen Gemeinden Unterstützungszahlungen in Höhe von insgesamt 5000 USD (entspricht etwa 95.000 USD, gemessen an der Kaufkraft des USD im Jahr 2007), um die eingeleiteten Maßnahmen zur Risikoreduzierung zu unterstützen. US-Präsident Woodrow Wilson machte die Haiattacken sogar zum Thema einer Kabinettssitzung. William Gibbs McAdoo, der das Amt des Finanzministers ausübte, schlug außerdem vor, die United States Coast Guard einzusetzen, damit sie entlang der New Jersey-Küste Badende vor Haien schütze. Entlang der Küste von New York und New Jersey wurden Haijagden organisiert. Ähnlich wie der Bürgermeister von Matawan setzten auch andere Bürgermeister sowie der Gouverneur von New Jersey Belohnungen für die Tötung von Haien aus. In der Folge wurden hunderte von Haien an der Küste gefangen. Richard Fernicola nennt in seiner Beschreibung der Ereignisse des Sommers 1916 die Haijagd an der Ostküste der USA eine der großräumigsten Tierjagden der Geschichte.

## Haiarten, die für die Angriffe im Jahre 1916 in Frage kommen

### Die Diskussion im Sommer 1916
Nach der zweiten Attacke begannen sowohl die Öffentlichkeit als auch Wissenschaftler zu diskutieren, welche Haiart für die Attacken an der Küste von New Jersey verantwortlich sei und ob es sich dabei um ein einzelnes Tier oder mehrere Haie gehandelt habe, die möglicherweise auch noch verschiedenen Arten angehörten.
Frederic Lucas und John Nichols vermuteten hinter den Angriffen einen einzelnen, in Richtung Norden schwimmenden Hai mit anormalem und aggressivem Verhalten. Sie gingen davon aus, dass er weiter Richtung Norden wandern würde, und dafür kamen zwei unterschiedliche Wege in Frage. Entweder würde der Hai den New York Harbor durchqueren und dann nördlich Richtung Long Island Sound weiterwandern oder er würde an der Südküste von Long Island entlangschwimmen und bis zur Jamaica Bay vordringen.
Zeugen des Angriffs am Strand von Beach Haven hatten den Hai auf knapp drei Meter geschätzt. Ein Seekapitän, der Zeuge des Angriffs war, hielt ihn für einen Sandtigerhai, der durch die Seeschlachten im Rahmen des Spanisch-Amerikanischen Krieges von der Karibik an die amerikanische Küste vertrieben worden sei. Mehrere Fischer fingen in den Tagen nach den Angriffen Haie und erklärten ihren jeweiligen Fang für den Hai, der für die Angriffe verantwortlich sei. Ein Blauhai wurde am 14. Juli 1916 in der Nähe von Long Branch gefangen und vier Tage später fing Thomas Cottrell, der den Hai im Matawan Creek als erster bemerkt hatte, einen Sandhai nahe der Flussmündung.
Am 14. Juli fing der Taxidermist und Dompteur Michael Schleisser während eines Angelausflugs in der Raritan Bay, die nur wenige Meilen von der Flussmündung des Matawan Creeks entfernt liegt, einen 147 Kilogramm schweren und 2,3 Meter langen Hai. Schleisser und sein Begleiter John Murphy hatten ein Fischernetz hinter ihrem Motorboot hergezogen, um Köderfische zu fangen. Der im Netz verfangene Hai leistete heftigen Widerstand; nachdem er zunächst das kleine Motorboot fast unter Wasser gezogen hatte, griff er die Männer im Boot an. Schleisser konnte ihn mit einem gebrochenen Ruder erschlagen. Als er in seiner Werkstatt später den Hai aufschnitt, um ihn auszustopfen, fand er im Magen Fleisch und Knochen, die zunächst Frederic Lucas und später weitere Wissenschaftler als unzweifelhaft menschlichen Ursprungs identifizierten. Einige Ärzte erklärten, dass sich unter den Knochen der Teil eines Schienbeins eines Kindes sowie eine Rippe eines jungen Mannes befänden. Es hätte sich danach zumindest um die Überreste von Lester Stillwell handeln können. Dieser Ansicht widersprach allerdings Frederic Lucas. Nach seiner Ansicht handelte es sich um Teile des linken Unterarms und der unteren Rippen eines kräftig gebauten Mannes. Der Ichthyologe John Nichols identifizierte den Hai eindeutig als einen noch nicht ausgewachsenen, weiblichen Weißen Hai. Schon vor dem Fang hatte John Nichols zunehmend diese Art verdächtigt, für die Angriffe verantwortlich zu sein. Er hatte Unterlagen aus dem 19. Jahrhundert gesichtet und unter anderem einen Bericht gefunden, nach dem ein großer Weißer Hai in den 1880er Jahren vor der Küste Massachusetts ein Fischerboot angegriffen und mehrere Fischer getötet hatte. Der Vorfall ereignete sich zwar auf offenem Meer, belegte aber für John Nichols hinreichend, dass Weiße Haie gelegentlich auch in den Meeresgewässern der gemäßigten Klimazone vorkamen.

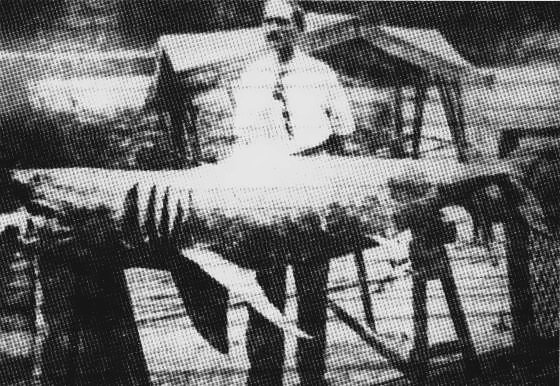
Michael Schleisser mit dem Weißen Hai, den er in der Raritan Bay gefangen hat und in dem menschliche Knochen gefunden wurden. Das Foto erschien ursprünglich in den Bronx Home News.

Michael Schleisser stellte den ausgestopften Hai für einige Tage im Schaufenster eines Ladens am Broadway in New York aus. Über den Verbleib der Trophäe ist nichts bekannt. Das einzig erhalten gebliebene Foto erschien in der Bronx Home News.
Nach dem Fang von Michael Schleisser wurde von keinen weiteren Haiangriffen entlang der Küste von New Jersey berichtet. In den Leserbriefen der Zeitungen wurden eine Reihe anderer Alternativen diskutiert. In einem Leserbrief an die New York Times schrieb Barrett P. Smith:

„Mit Interesse habe ich von dem Vorfall [Charles Bruder] in der Nähe von Spring Lake N.J. gehört. Ich möchte allerdings eine Erklärung vorschlagen, die etwas von der Haithese abweicht. Nach meiner Meinung ist es nicht glaubwürdig, dass ein Hai dies verursachte. Ich halte es für sehr viel wahrscheinlicher, dass eine Meeresschildkröte für die Angriffe verantwortlich ist. Ich habe lange Jahre auf See und entlang der Küste verbracht und verschiedene Male Meeresschildkröten gesehen, die groß genug waren, solche Verletzungen zuzufügen. Diese Kreaturen haben einen bösartigen Charakter und sind extrem gefährlich, wenn man sie reizt. Ich könnte mir vorstellen, dass [Charles] Bruder eine aufgeschreckt hat, als sie schlief oder knapp unterhalb der Wasseroberfläche schwamm.“

In einem anderen Leserbrief an die New York Times wurde die Präsenz deutscher U-Boote für das Auftreten von Haien vor der amerikanischen Küste verantwortlich gemacht. Der anonym gebliebene Verfasser schrieb:

„Diese Haie fraßen vermutlich in den Gewässern des deutschen Kriegsgebietes menschliche Kadaver und folgten Ozeankreuzern bis an diese Küste. Vielleicht folgten sie gar […dem U-Boot] Deutschland selbst in Erwartung des üblichen Zolls an ertrinkenden Männern, Frauen und Kindern. Das würde ihre Dreistigkeit und ihr Verlangen nach menschlichem Fleisch erklären.“

### In Frage kommende Haiarten nach heutigem Wissensstand
Bis heute besteht kein Konsens, ob die Schlüsse, die Frederic Lucas und John Nichols zogen, zutreffend sind. Zu den Personen, die sich intensiver mit den Vorfällen beschäftigen, gehören unter anderem Thomas Helm, Harold W. McCormick, Thomas B. Allen, William Young, Jean Campbell Butler und Michael Capuzzo, die alle die Erklärung von John Nichols und Frederic Lucas für am schlüssigsten halten, die einen einzelnen, noch nicht ausgewachsenen Weißen Hai für die Angriffe verantwortlich machen. Richard Fernicola publizierte zwei Untersuchungen über die Vorfälle des Sommers 1916 und kam zu dem Schluss, dass es mehrere Erklärungsansätze gebe, die aber alle mögliche Angriffspunkte aufwiesen. Die National Geographic Society berichtete im Jahre 2002, dass eine Reihe von Experten mittlerweile zu der Überzeugung gekommen sei, dass Weiße Haie regelmäßig zu Unrecht für Haiattacken verantwortlich gemacht würden. In vielen Fällen, darunter auch die berüchtigten Haiattacken des Sommers 1916, könnte es sich auch um Bullenhaie gehandelt haben. Auch die Biologen George A. Llano und Richard Ellis halten Bullenhaie für die Angriffe an der Küste New Jerseys für verantwortlich. Bullenhaie dringen häufiger in das Brackwasser im Mündungsbereich von Flussläufen ein und haben weltweit Menschen angegriffen. In seinem Buch Sharks: Attacks on Man aus dem Jahre 1975 erklärte George Llano, dass die Distanz zum Meer der überraschendste Aspekt an den Angriffen im Matawan Creek sei. Auch Richard Ellis betont, dass es sich beim Weißen Hai um eine Haiart handelt, die sich normalerweise ausschließlich auf dem offenen Meer aufhält. Für diese Haiart sei es äußerst ungewöhnlich, wenn nicht sogar unmöglich, in brackwasserhaltige Flussmündungen einzudringen. Bullenhaie dagegen seien berüchtigt für ihr Vordringen in Süßgewässer sowie ihr kampflustiges und aggressives Verhalten. Sie seien zwar in den Gewässern vor New Jersey Küste keine häufige Art, kämen aber deutlich häufiger vor als Weiße Haie.
Allerdings drang am 21. September 2004 ein Weißer Hai ausgerechnet auf Martha’s Vineyard, also der Insel, auf der die Dreharbeiten zu Der weiße Hai stattgefunden hatten, ebenfalls in ein Flussmündungssystem ein. Die Insel befindet sich ca. 320 km nordöstlich vom Matawan Creek. Der Hai musste von Menschen zurück aufs Meer getrieben werden.
In einem Interview mit Michael Capuzzo argumentierte der Ichthyologe George H. Burgess, dass man den Weißen Hai nicht von den Angriffen freisprechen könne:

„Die Bullenhai-Theorie wird von vielen unterstützt, weil die Bezeichnung Matawan Creek an brackiges oder Süßwasser denken lässt. Das ist ein Lebensraum, in dem Bullenhaie durchaus vorkommen, den Weiße Haie aber meiden. Unsere Untersuchungen haben jedoch gezeigt, dass dieser Wasserlauf bezüglich Gewässertiefe und Salinität durchaus einem marinen Lebensraum ähnlich ist und seine Größe so ist, dass ein kleinerer Weißer Hai durchaus in diesen Wasserlauf wandern könnte. Da kurz nach den Angriffen in der Nähe [dieses Wasserlaufs] ein entsprechend großer Weißer Hai mit menschlichen Überresten im Magen gefangen wurde und es anschließend zu keinen weiteren Angriffen kam, scheint es wahrscheinlich, dass dieser Hai zumindest an den Angriffen im Matawan Creek beteiligt war. Die zeitliche und örtliche Reihenfolge der Angriffe legen auch nahe, dass es bei den vorangegangenen Angriffen derselbe Hai war.“

In der International Shark Attack File – die von George Burgess geführt wird – werden die Opfer gleichfalls einem Weißen Hai zugeschrieben.
Einige Wissenschaftler bezweifeln, dass die Angriffe nur einem einzigen Hai zuzuschreiben sind. Richard Fernicola weist darauf hin, dass 1916 ein „Haijahr“ war, während dessen Fischer und Seefahrer wiederholt große Ansammlungen von Haien in den atlantischen Gewässern der USA beobachteten. Richard Ellis hält es dagegen für unglaubwürdig und Sensationsmache, die Angriffe einem „Monsterhai“ zuzuordnen. Er weist allerdings auch darauf hin, dass wegen der schlechten Beweislage keine der Theorien beweisbar ist.

## Die Haiangriffe von 1916 und die wissenschaftliche Forschung
Vor dem Jahr 1916 bezweifelte die Mehrheit der amerikanischen Wissenschaftler, dass in den Meeresgewässern der gemäßigten Klimazone ein Hai ohne vorherige Provokation eine lebende Person angreifen würde. Frederic Lucas schrieb dazu, dass es ein großer Unterschied sei, ob man von einem Hai angegriffen oder aber nur gebissen werde. Haie bissen Menschen dann, wenn sie sich in einem Fischernetz verfingen oder wenn sie über Bord geworfene Abfälle fräßen und ihnen dabei zufällig ein Mensch zu nahe käme. 1891 hatte der wohlhabende Bankier und Abenteurer Hermann Oelrichs sogar einen Preis von 500 USD ausgesetzt, wenn jemand belegen könne, dass ein Mensch in Meeresgewässern der gemäßigten Klimazone von einem Hai angegriffen worden sei. Die Belohnung wurde niemals eingefordert. Wissenschaftler waren auch deshalb davon überzeugt, dass an Nordamerikas nördlicher Ostküste nur harmlose Haie vorkämen.

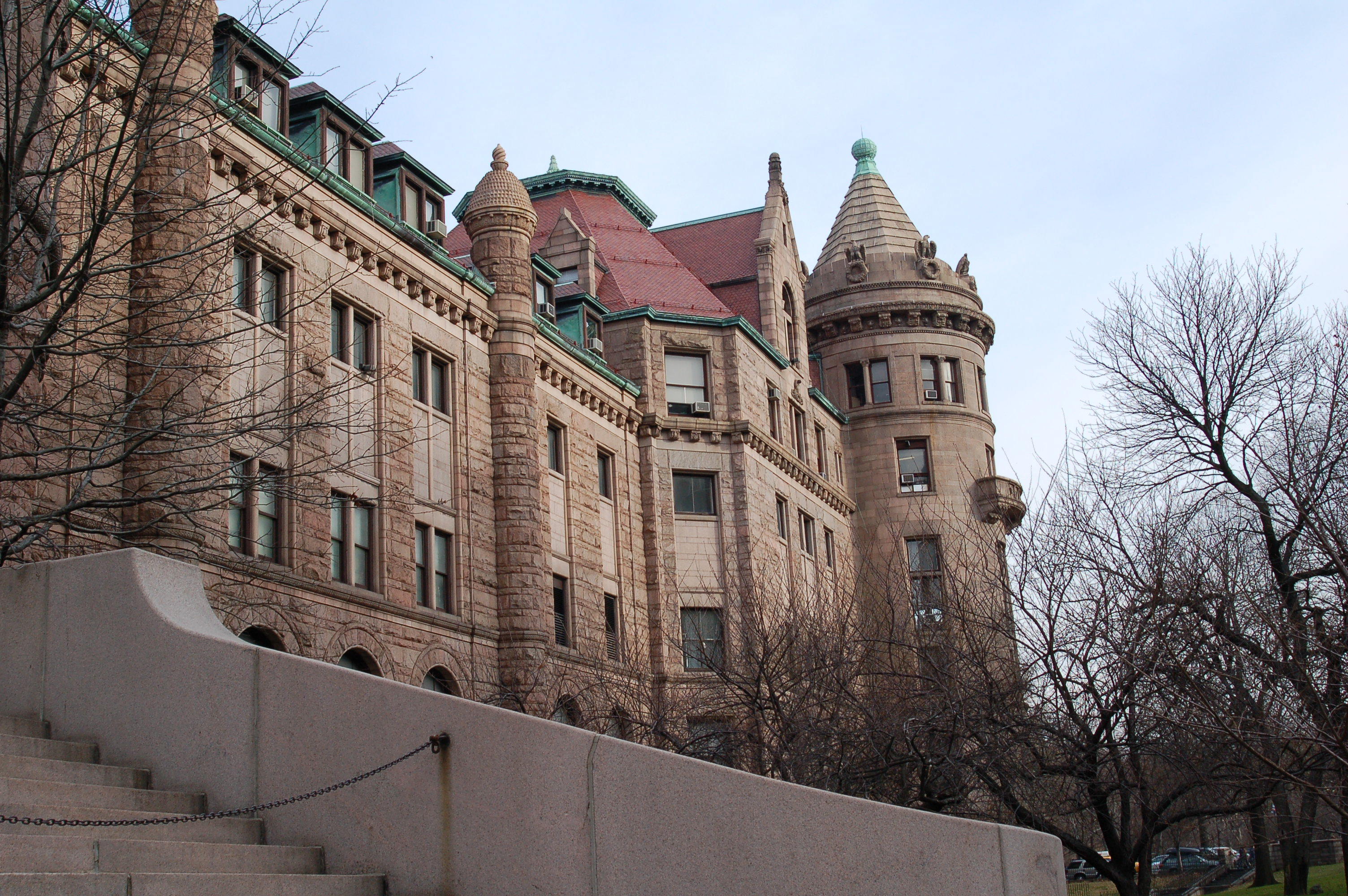
Es waren vor allem Wissenschaftler des American Museums of Natural History, die sich intensiv mit der Frage auseinandersetzten, welche Haiart für die Angriffe verantwortlich sei.

Wissenschaftler bezweifelten auch, dass ein Hai überhaupt die notwendige Beißkraft entwickeln kann, um einem Menschen eine tödliche Bisswunde zuzufügen. Der Ichthyologe Henry Weed Fowler und der Kurator Henry Skinner des Academy of Natural Sciences in Philadelphia stellten in Frage, ob ein Hai in der Lage sei, mit einem Biss ein menschliches Bein abzutrennen. Diese Ansicht wurde bis zu den Angriffen auch von Frederic Lucas vertreten, der Direktor des American Museum of Natural History in New York City war.
Die Angriffe an der Küste von New Jersey zwangen Wissenschaftler, ihre Ansichten über Haie als leicht einzuschüchternde und wenig kraftvolle Tiere zu revidieren. Bereits im Juli 1916 publizierte der Ichthyologe Hugh McCormick Smith einen Artikel, in dem er ein differenzierteres Bild von Haien zeichnete: Einige seien harmlos wie Tauben, andere die Inkarnation von Wildheit. Als eine besonders beeindruckende Haiart nannte er den seltenen Weißen Hai. Nach den Angriffen im Matawan Creek gab auch Frederic Lucas auf der Titelseite der New York Times zu, dass er Haie bislang unterschätzt habe. Die Zeitung berichtete, dass der führende US-Wissenschaftler auf dem Gebiet der Haiforschung bislang bezweifelt habe, dass Haie jemals einen Menschen angegriffen hätten, und diese Ansicht auch in verschiedenen Veröffentlichungen vertreten habe. Die jüngsten Ereignisse hätten aber dazu geführt, dass Lucas seine Meinung nun geändert habe. Robert Murphy veröffentlichte im Juli 1916 einen Artikel in Scientific American, in dem er gleichfalls betonte, über welch außergewöhnliche Kraft Weiße Haie verfügen. Man sage ihnen nach, dass sie unter anderem große Meeresschildkröten fräßen. Allein aufgrund ihrer Körperkraft würden sie vermutlich nicht zögern, einen Menschen im offenen Wasser anzugreifen. Er führte weiter aus, dass es nahe liege, dass auch ein kleinerer weißer Hai, der nur zwei- oder dreihundert Pfund wiege, sehr leicht auch den stärksten menschlichen Knochen brechen könne, wenn er erst einmal zugebissen habe.
Im Oktober 1916 veröffentlichten Robert Murphy und John Nichols einen weiteren Artikel, der auf eine deutlich gewandelte Einstellung gegenüber Haien hinweist:

„Das Erscheinungsbild eines Haies hat etwas seltsam Unheimliches an sich. Der Anblick einer dunklen, schmalen Rückenflosse, die träge in einem Zick-Zack die Oberfläche einer ruhigen, glitzernden See durchschneidet und wieder verschwindet, ohne an anderer Stelle erneut aufzutauchen, erinnert an einen bösen Geist. Das grinsende, kinnlose Gesicht, das große Maul mit seinen Reihen von messergleichen Zähnen, […] die erbarmungslose Wut, mit der er an Deck eines Schiffes um sich schnappt, wenn seine letzte Stunde gekommen ist, seine Zähigkeit und Widerstandskraft, seine brutale und kaltblütige Vitalität und seine Unempfindlichkeit gegenüber Verletzungen sorgen dafür, dass man ihm nicht die Bewunderung entgegenbringen kann, wie man sie gegenüber den schneidigen und funkelnden Blaufischen, Thunfischen oder Lachsen empfindet.“

## Auswirkung auf die Populärkultur
Nachdem Haie von einem großen Teil der Öffentlichkeit so lange als überwiegend harmlose und wenig ernst zu nehmende Tiere eingeordnet worden waren, kippte die öffentliche Wahrnehmung in den Wochen nach den Haiangriffen von 1916 in das andere Extrem. Haie galten jetzt als Fressmaschinen, als furchtlose und rücksichtslose Killer. Diese vereinfachende Ansicht hat zum Teil bis heute Bestand.

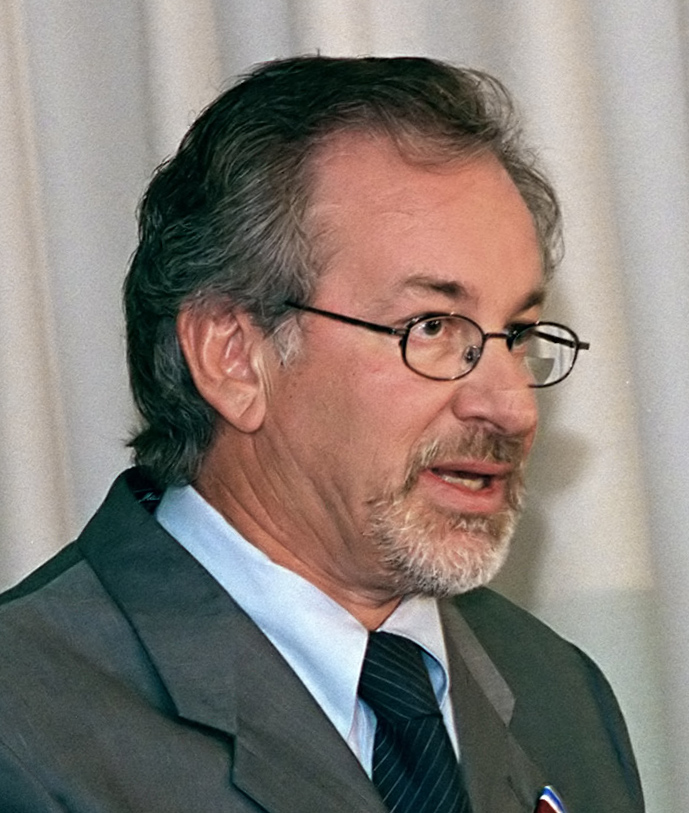
Steven Spielberg, hier ein Foto aus dem Jahre 1999, feierte mit dem Film Der weiße Hai einen seiner ersten großen Kinoerfolge

Nach dem ersten Angriff griffen Karikaturisten das Thema sehr schnell auf und verwendeten Haie als Symbol für all jene Dinge, die als bedrohlich empfunden werden konnten: Deutsche U-Boote, Politiker, die grassierende Polio-Epidemie sowie die Hitzewelle, die in den Städten Todesopfer forderte, wurden in Zeitungskarikaturen als Haie dargestellt. Insbesondere die deutschen U-Boote, die von der amerikanischen Öffentlichkeit als Gefahr wahrgenommen wurden, boten sich dafür an, mit dem Maul und den Flossen eines Haies gekennzeichnet zu werden. Eine andere Karikatur verspottete ein als modisch kühn empfundenes gestreiftes Badekleid, indem es als heimliche Waffe zur Abschreckung von Haien gepriesen wurde. Nach Ansicht von Richard Fernicola drückt sich in dieser Karikatur auch die Verunsicherung einer Gesellschaft aus, die noch dabei war, sich von den Moralvorstellungen und dem Wertesystem des Viktorianischen Zeitalters zu lösen.
1974 veröffentlichte der Schriftsteller Peter Benchley seinen Roman Der weiße Hai, in dem geschildert wird, wie ein Weißer Hai einen fiktiven Küstenort auf Amity Island terrorisiert. Die Vorfälle des Sommers 1916 waren für ihn die Anregung zu diesem Roman. Der Roman war die Grundlage für Steven Spielbergs Film Der weiße Hai, der 1975 in die Kinos kam und gemeinsam mit dem Film Krieg der Sterne die Blockbuster-Ära in Hollywood einleitete. In einer Filmsequenz nimmt der Film direkt Bezug auf die Haiangriffe des Jahres 1916: Der Polizeichef Brody, gespielt von Roy Scheider, und der Biologe Hooper, dargestellt von Richard Dreyfuss, fordern den örtlichen Bürgermeister auf, aus dem Tod von zwei Schwimmern und einem Fischer Konsequenzen zu ziehen und die Strände zu schließen. Brody ergänzt die Analyse des Biologen, dass ein Weißer Hai das Küstengewässer als sein Revier betrachte, mit den Worten:

“I mean we’ve already had three incidents, two people killed inside of a week. And it’s gonna happen again, it happened before! The Jersey beach! … 1916! Five people chewed up on the surf!”

„Wir hatten bereits drei Vorfälle, zwei Tote davon innerhalb einer Woche. Und es wird wieder passieren, wir hatten das schon mal! Jersey 1916! Fünf Menschen in der Brandung gefressen!“

Auch in seinem 1994 erschienenen Roman White Shark bezieht sich Peter Benchley kurz auf die Vorfälle von 1916.
Drei Sachbücher haben sich mit den Vorfällen auseinandergesetzt: Richard Fernicolas erstes Buch In Search of the “Jersey Man-Eater” erschien 1987. Sein zweites Werk Twelve Days of Terror kam im Jahre 2001 heraus. Michael Capuzzos Close to Shore (dt. Der Hai), das ebenfalls im Jahre 2001 erschien, befasst sich in einer Mischung aus Dokumentation und Roman vorwiegend mit den Opfern der Angriffe. Richard Fernicola dagegen untersucht vor allem die wissenschaftlichen, medizinischen und sozialen Aspekte der damaligen Vorkommnisse. Fernicolas Untersuchungen waren die Basis für eine Dokumentation des History Channels, die im Jahr 2001 unter dem Titel Shark Attack 1916 lief und für ein Dokudrama des Discovery Channels, das unter dem Titel 12 Days of Terror im Jahre 2004 ausgestrahlt wurde. Richard Fernicola führte auch die Regie bei einer 90 Minuten langen Dokumentation mit dem Titel Tracking the Jersey Man-Eater, für die er auch das Drehbuch geschrieben hatte. Die Dokumentation, die von der George Marine Library produziert wurde, kam allerdings nicht zur Ausstrahlung und ist heute nicht mehr verfügbar. Nur mit den Angriffen im Matawan Creek beschäftigt sich dagegen die Dokumentation Attacks of the Mystery Shark des National Geographic Channels aus dem Jahre 2002. Diese Dokumentation geht vor allem der Frage nach, ob es ein Bullenhai war, der Stanley Fisher und Lester Stillwell tötete.